# علیرضا معیری
علیرضا معیری دیپلمات و سیاستمدار ایرانی است. معیری در دولت چهارم به جمع دولتمردان ایرانی پیوست و به عنوان معاون سیاسی نخست‌وزیر برگزیده شد. وی مشاور بین‌الملل اکبر هاشمی رفسنجانی، معاون آموزش و پژوهش کمال خرازی، سفیر ایران در فرانسه، مشاور هماهنگی سید محمد خاتمی و رئیس مرکز مطالعات جهانی‌شدن بوده‌است.